# Rota
Rota es un municipio español y ciudad española situada en la provincia de Cádiz, en la comunidad autónoma de Andalucía. Su extensión superficial es de 84 km² y limita con las ciudades de Chipiona, Sanlúcar de Barrameda y El Puerto de Santa María. Se encuentra situada a una altitud de 9 metros y a 51 kilómetros de la capital de provincia, Cádiz. En el año 2012 contaba con 29 094 habitantes, con una densidad de 339,44 hab/km². Según el INE, a fecha de 1 de enero de 2017 contaba con 28 996 habitantes. Pertenece a dos mancomunidades, la Mancomunidad de Municipios Bahía de Cádiz; de la que forma parte desde el año 1997
junto a los municipios de Cádiz, Jerez de la Frontera, El Puerto de Santa María, San Fernando, Chiclana de la Frontera y Puerto Real, y la Mancomunidad de Municipios del Bajo Guadalquivir.
Situada junto a la bahía de Cádiz en la costa de océano Atlántico, a medio camino entre Portugal y Gibraltar, es una ciudad eminentemente turística, un destino vacacional para viajeros procedentes de todos los puntos de Europa. En temporada baja, su principal actividad comercial es la industria pesquera. En su término municipal está cuasi-enclavada la Base Naval de Rota.

## Historia

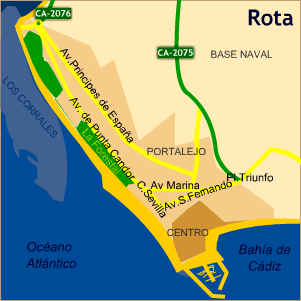
Plano de la villa de Rota.

### Prehistoria y Edad Antigua
Los primeros restos arqueológicos se remontan a la prehistoria. Se ha encontrado una necrópolis de la Edad del Cobre. La villa de Rota fue presumiblemente fundada por mercaderes fenicios, que también fundaron Cádiz. De origen fenicio también son los llamados "corrales". Aunque existe la creencia popular de que los corrales, que también existen en la cercana Chipiona y en el atlántico francés, son de origen romano, y algunos historiadores remontan su construcción a la época fenicia, cuando aprovechaban pozas naturales para colocar a su alrededor piedras y aumentar las posibilidades de capturas. Posteriormente, Rota pasó a manos romanas. 

### Edad Media
Más adelante, llegados los musulmanes, Rota fue bautizada como Rabita Ruta, para después quedar en Rota. Los musulmanes hicieron de la localidad una fortaleza, a raíz de las incursiones normandas. Existen documentos que hablan de Rota como un lugar de peregrinaje, donde a la fortaleza se la denomina como ribat. En 1197 fue visitada por Ibn Arabi de Murcia, filósofo y místico musulmán.
De la época musulmana existen documentos que hablan de un pozo con el fondo de guijarros, cuya agua era incomparable. Era este, según los cronistas, un pozo de construcción antigua, que tenía una escalera por la que se podía bajar a pie o a caballo desde su comienzo hasta el último peldaño, a cuyo nivel se encontraba el agua, con la particularidad de que siempre que se reunía gente en ribat, el nivel del agua subía de peldaño en peldaño hasta llegar al superior, de tal forma que se podía sacar con la mano simplemente a la altura del suelo alrededor y sin ningún esfuerzo, pero cuando los visitantes se iban y ya no quedaba mucha gente, el agua bajaba a un nivel tal que hacía falta toda la cuerda del cubo para alcanzarla.
Según el De itinere frisonum fue saqueada por un grupo de cruzados frisones que se dirigían a Tierra Santa como parte de la Quinta Cruzada en 1217. 
En 1248, con la toma de Sevilla por parte de Fernando III el Santo, Rota se somete, tras los pactos que permitían a toda la comarca una cierta autonomía. Tras la toma de Cádiz se produce una alzamiento mudéjar, asesinando a la guarnición castellana que había permanecido en Rota. Tras la toma de Jerez en 1264, la población mudéjar es expulsada. El reparto de tierras se efectuó entre los que había participado en la ocupación y siempre supeditada a la condición social. Sin embargo, la vida allí fue poco menos que dura, dado el estado de los edificios y los continuos ataques de los musulmanes. 
Ya cristianizada, su nombre pasó a ser Rotta y, finalmente, Rota. Sancho IV, en 1285, concede la administración de la Almadraba para que el dinero se emplease en la defensa del término, mediante la construcción de atalayas. En 1297, el rey Fernando IV de Castilla concedió a Guzmán el Bueno las tierras entre los ríos Guadalete y Guadalquivir, comprendiendo dicho territorio los actuales términos de Rota, Chipiona y Sanlúcar de Barrameda y, según la tradición, emprendió en Rota la construcción del castillo de Luna. 
En 1303 Isabel de Guzmán, señora de Rota y Chipiona e hija de Guzmán el Bueno, contrajo matrimonio con Fernando Ponce de León, señor de Marchena y bisnieto del rey Alfonso IX de León, y aportó como dote matrimonial los señoríos de Chipiona y Rota, que se incorporaron de ese modo a las posesiones de la familia Ponce de León, de la que surgiría la casa de Arcos. Y el 8 de agosto de 1349, hallándose el rey Alfonso XI de Castilla en la ciudad de Sevilla, confirmó a Pedro Ponce de León el Viejo, hijo de Fernando Ponce de León y de Isabel de Guzmán, la posesión sobre la villa de Rota, por los numerosos servicios prestados a la Corona.
Los Reyes Católicos la visitaron en 1477 con ocasión de su viaje a Andalucía, y se hospedaron en el castillo, siendo agasajados por Rodrigo Ponce de León, marqués-duque de Cádiz, durante los días 6 y 7 de octubre. Poco después nació en Rota el humanista Juan de Quirós, quien hacia 1547 era en Sevilla maestro de poesía de Benito Arias Montano y el poeta de más prestigio en esa ciudad.

### Edad Moderna
Con anterioridad a 1493, el puerto de Rota había tenido protagonismo en las relaciones comerciales con el norte de África, pero por prohibición real se instó a no usarse las instalaciones, debido a la centralización en el puerto de Cádiz. Aun así, al parecer siguió utilizándose, como lo demuestran las reiteradas cartas del Rey para el cese de las operaciones comerciales. En 1522 se declara la peste. Se tienen constancia de ataques berberiscos, ayudados por los turcos.  Uno en 1559, donde destruyeron la galera del capitán general que pasaba el invierno en Rota. Otro en 1562, y otro más en 1572.  Esto propició la fortificación del lugar con la construcción de baterías de cañones. En 1569 vuelve a repetirse una plaga de peste. En 1680 se declara otra epidemia, acompañada de escasez de cosechas, con lo que en 1687, Carlos II concede la exención de algunos tributos. Tras la muerte de Carlos II da comienzo la guerra de sucesión y las costas de Rota son invadidas por el ejército anglo-neerlandés, el 27 de agosto de 1702 durante la llamada batalla de Cádiz. El muelle de Rota es utilizado para el desembarco de sus tropas. Casi un mes después, se retiran tras haber tomado El Puerto de Santa María y Puerto Real, debido a las numerosas bajas sufridas, dejando Rota en grave estado de devastación tras el saqueo. En 1780, al morir Antonio Ponce de León, XI duque de Arcos, sin dejar sucesión, el ducado pasó a María Josefa Pimentel y Téllez-Girón, condesa-duquesa de Benavente, casada con don Pedro de Alcántara Téllez-Girón y Pacheco, IX duque de Osuna y con esto al patrimonio de la casa de Osuna.

### Edad Contemporánea
En 1800 aparece la Fiebre Amarilla. En 1810 los franceses llegan a la comarca de Cádiz para quedarse hasta 1812. En 1823, con la abolición de los señoríos a nivel nacional, el Ducado de Osuna dejó de tener jurisdicción en toda la comarca. El cólera llega en 1834 (véase: Pandemias de cólera en España), junto con una crisis económica presente desde hacía una década. En 1836, el convento de Mercedarios es abandonado debido a la Desamortización de Mendizábal. En 1873, Rota se declara cantón independiente desde el día 22 de julio hasta el 3 de agosto.
En 1955 se instala la Base Naval de Rota, lo que provocó el creciente número de negocios y el abandono paulatino de la agricultura y la pesca. Hoy en día, la riqueza de la ciudad está orientada principalmente al turismo, aunque 80% de la economía depende directa o indirectamente de la base. 
De sustento fundamentalmente pesquero, aunque de gran tradición agrícola igualmente. Rota ocupa un lugar estratégico en la bahía de Cádiz, lo que le ha dado siempre una cierta importancia bajo los diferentes pueblos que la han tomado para sí. Así, por ejemplo, han tenido relevancia en su historia las almadrabas, una de las cuales, de origen natural y presumiblemente de primer uso romano han sido restaurados y están ya en uso (Los Corrales).
Rota es, además, la cuna de un singular marinero llamado Bartolomé Pérez, que acompañó a Colón como tripulante de la carabela "La Niña" en el primer viaje. Y como piloto, en el segundo, de la carabela "San Juan".
También mencionar que en Rota fue desde donde se escribió la carta de recomendación a los Reyes Católicos para que financiaran a un joven Cristóbal Colón que tenía la ambición y la idea de demostrar que podía llegarse a Las Indias navegando hacia el oeste en vez de hacia el este (por su convicción de que la Tierra era redonda).
Esta carta de recomendación se dice que fue escrita desde el Castillo de Luna.

## Toponimia
Los musulmanes le dieron el nombre de Ribat Ruta, que significa "Rábida de la Ruta". Dicha rábida era un lugar de peregrinación al que acudían los musulmanes de al-Ándalus para alcanzar el perdón de sesenta años de pecados. Para llegar a él seguían el camino de la Vía Augusta. Por ello, el topónimo Rota derivaría de un término del latín rupta con el significado de 'ruta', y sería un topónimo mozárabe empleado en árabe pero procedente de otro latino anterior. Algunos autores han llegado a decir que el nombre romano de Rota era Speculum rotae, lo cual no es cierto porque en realidad se trata de una simple traducción al latín del nombre árabe Ribat Ruta. También se ha dicho que el nombre de Rota procede de Asturojthos o de Astaroth, sin embargo ambos son topónimos ficticios que no aparecen en ninguna fuente textual antigua. Otra teoría sostiene que el nombre de Rota derivaría del latín rupta con el significado habitual de ‘rota’, con una acepción similar a la de El Rompidillo, el pequeño acantilado de la parte oriental de Rota donde rompían las olas del Océano hasta la construcción del puerto deportivo.

## Política
| Alcaldía entre | Alcalde                      | Gobierno |
| -------------- | ---------------------------- | -------- |
| 1979-1983      | Fernando Tejedor Martín      | PSOE     |
| 1983-1987      | Fernando Tejedor Martín      | PSOE     |
| 1987-1991      | Felipe Benítez Ruiz-Mateos   | PP       |
| 1991-1995      | Felipe Benítez Ruiz-Mateos   | PP       |
| 1995-1999      | Felipe Benítez Ruiz-Mateos   | PP       |
| 1999-2003      | Domingo Sánchez Rizo         | PSOE     |
| 2003-2007      | Lorenzo Sánchez Alonso       | PSOE     |
| 2007-2011      | Lorenzo Sánchez Alonso       | PSOE     |
| 2011-2015      | María Eva Corrales Caballero | PP       |
| 2015-2019      | José Javier Ruiz Arana       | PSOE     |
| 2019-2023      | José Javier Ruiz Arana       | PSOE     |
| 2023-          | José Javier Ruiz Arana       | PSOE     |

## Monumentos
Entre ellos, cabe destacar:
- El Castillo de Luna: de planta rectangular, con cinco torreones y su interior articulado en torno a un patio central. Asentado sobre un ribat árabe, comenzó su construcción, en 1295, Alfonso Pérez de Guzmán. Restaurado en 1999 para su uso como casa consistorial.

- Muralla: con forma de óvalo rodeando la ciudad. Construida de mampostería y de 2 metros escasos de espesor. En un principio se utilizó para separar los alrededores del ribat con los asentamientos fuera de la fortaleza. Más tarde se acondicionó para un uso más defensivo, añadiéndosele baterías y baluartes. Hoy en día sólo quedan trazas, así como las puertas por las que se accedía, siendo éstas, la Puerta de Regla, de Chipiona o de la Carne; Puerta de Jerez o Pasadilla; Puerta del Mar o del Muelle; Puerta de Sanlúcar o de la Villa.

- La Iglesia de la O: formada por una nave central y única de estilo gótico tardío con tendencias platerescas y renacentistas, y de cinco capillas añadidas. Rodrigo Ponce de León costeó la construcción del templo, acabado en 1537. Su interior destaca por la conjunción de los estilos Gótico, Isabelino, Plateresco y Barroco. Destacan las imágenes del coro, el órgano del siglo XVIII (uno de los únicos de España), los azulejos trianeros del siglo XVIII, numerosas piezas de plata y diversas tallas de gran interés, como la imagen de Jesús Nazareno, de autor desconocido.

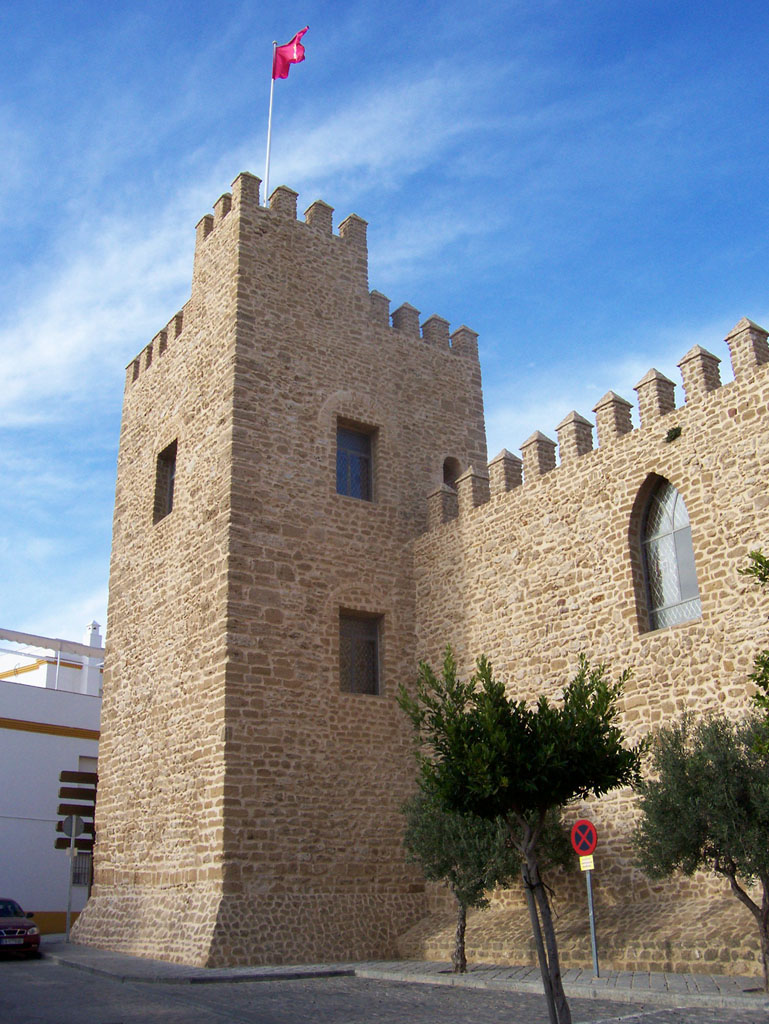
Vista exterior del castillo de Luna
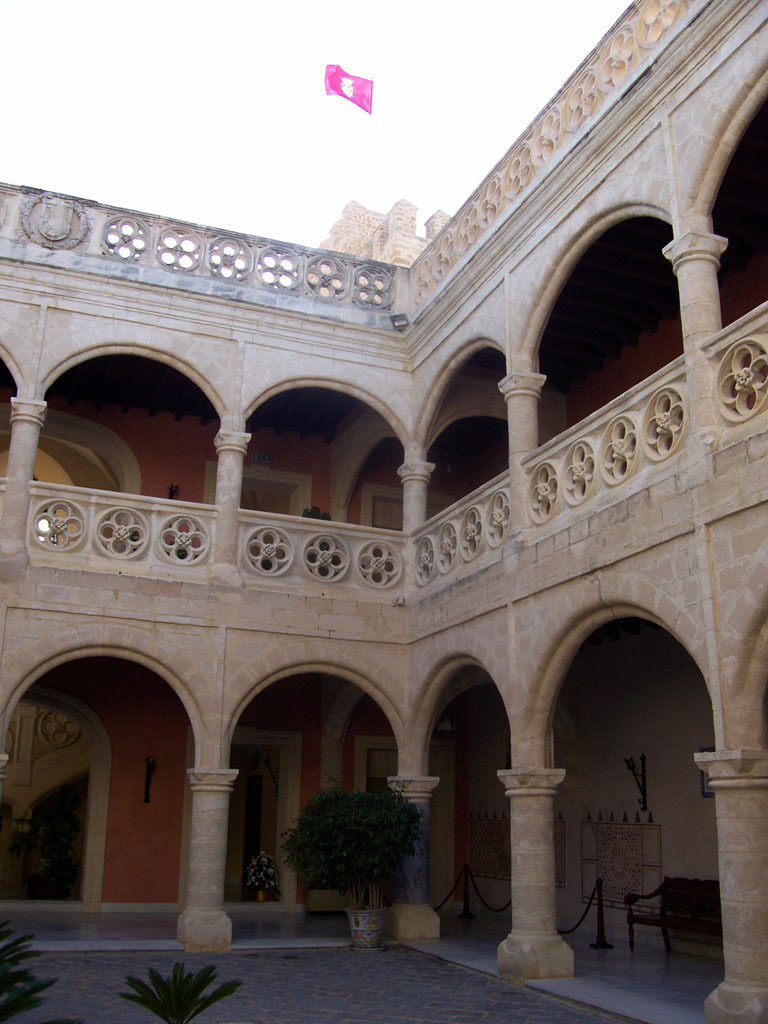
Patio del castillo de Luna
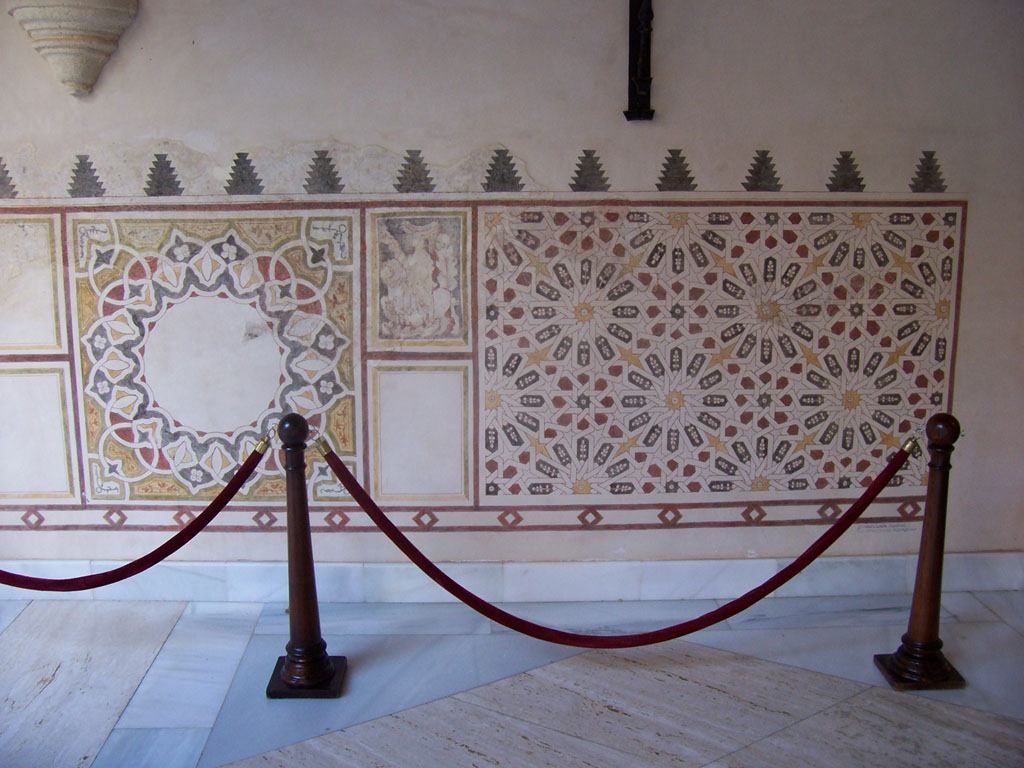
Zócalo mudéjar del patio del castillo de Luna
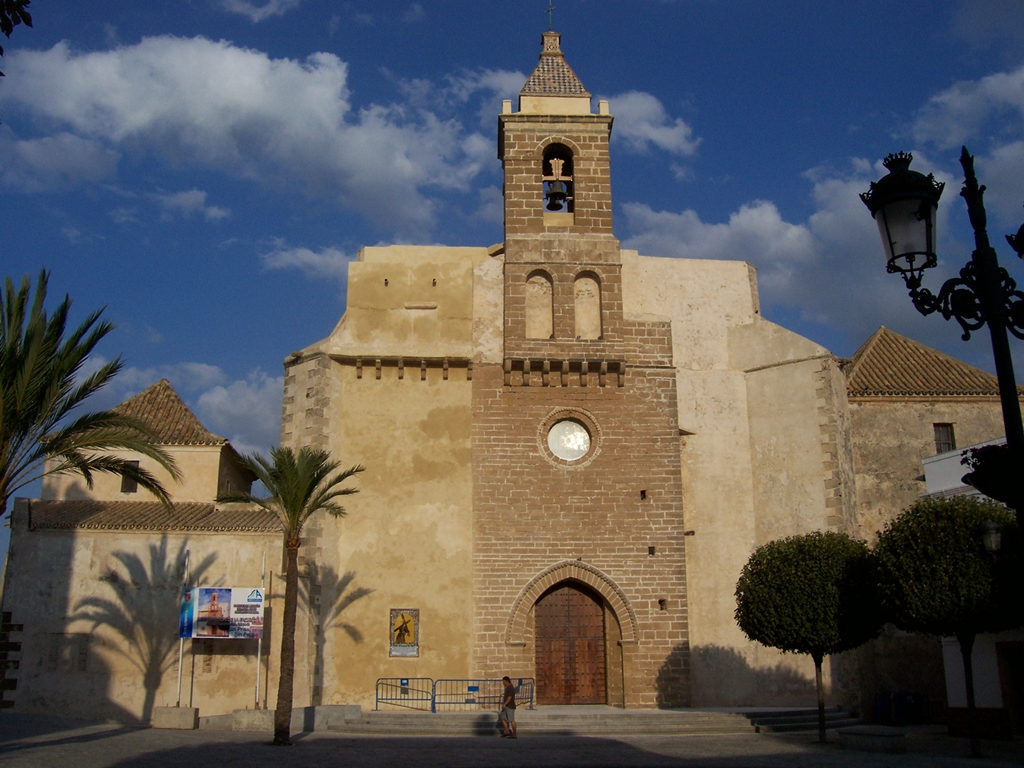
Fachada de los pies de la parroquia de Ntra. Sra. de la O
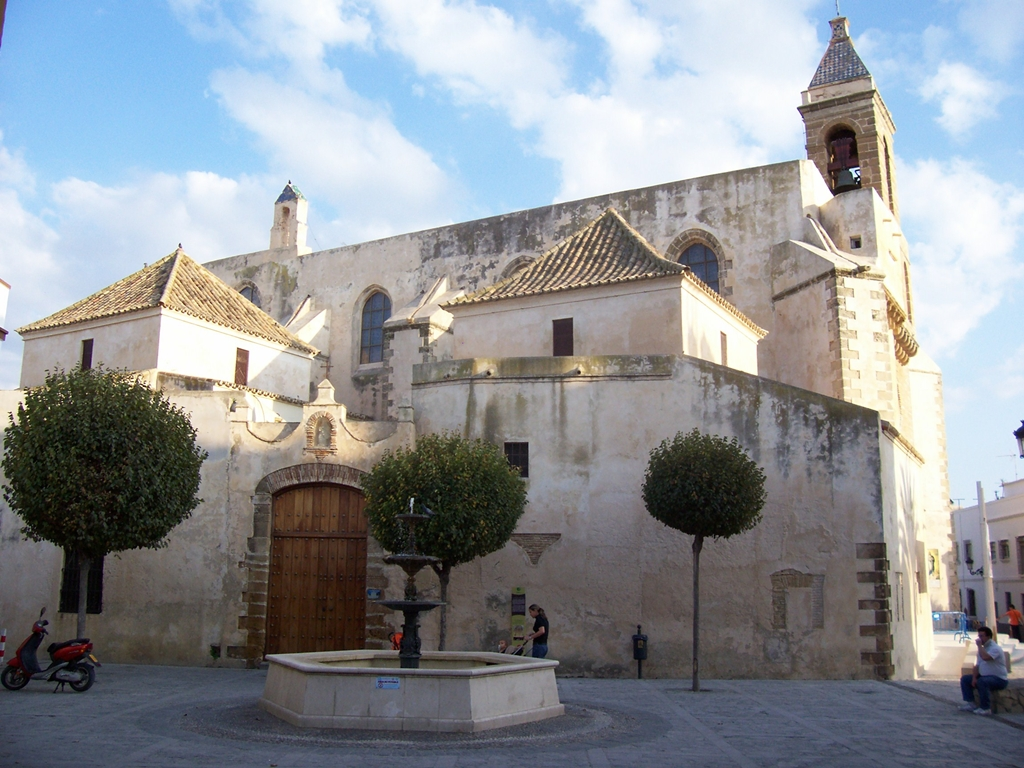
Fachada del evangelio de la parroquia de la O

- Torre de la Merced (siglo XVII): de planta cuadrada y forma ochavada en la parte superior, se remata en forma de semiesfera, recubierta de brillantes azulejos blancos y azules. Es parte del antiguo convento de la Merced, del siglo XVII. Fue destruida por un temporal en 1722, levantándose la actual.

- Capilla de San Roque (siglo XVII): la forman tres naves separadas por columnas bajas y gruesas, siendo la nave central mayor que las laterales. En sus comienzos fue una ermita a las afueras de Rota. Destaca una imagen del Cristo de la Veracruz, del siglo XVIII.

- Capilla de la Caridad o de San Juan Bautista (siglo XVIII): con planta de cruz latina, es el monumento barroco en Rota por excelencia. Destaca su retablo del siglo XVIII.

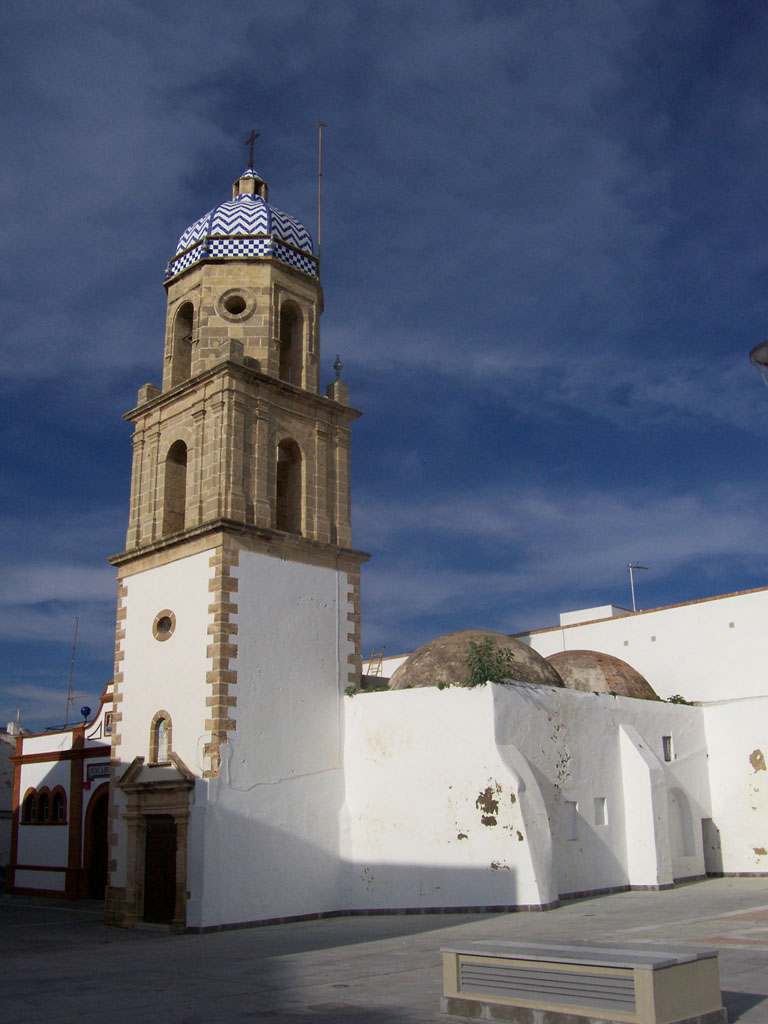
Torre del antiguo convento de la Merced
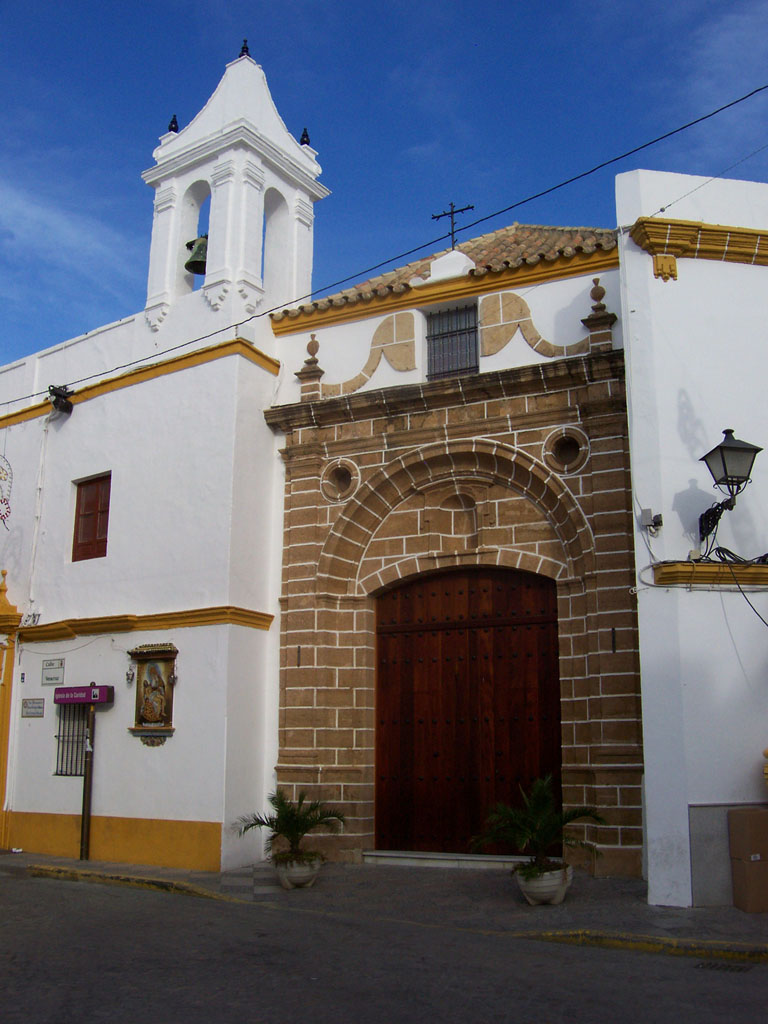
Capilla de la Caridad
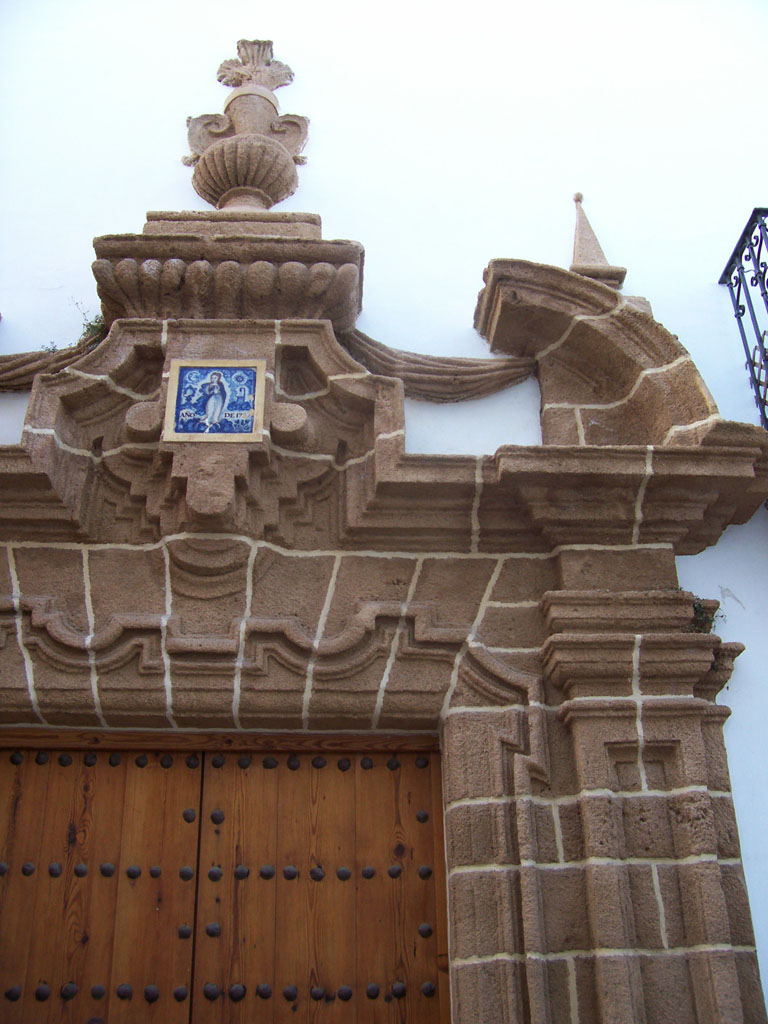
Detalle de portada de piedra ostionera
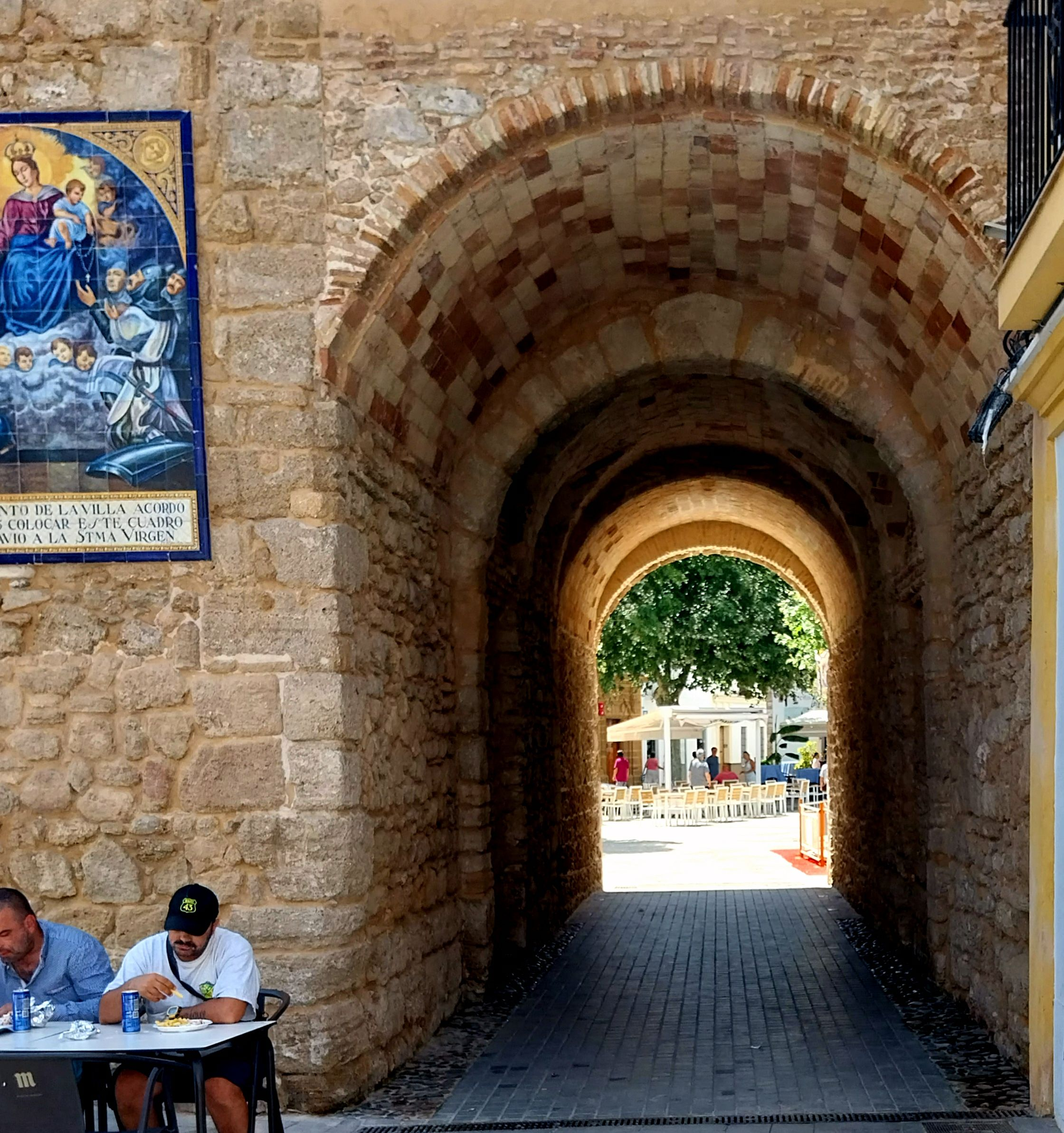
Arco de la Villa
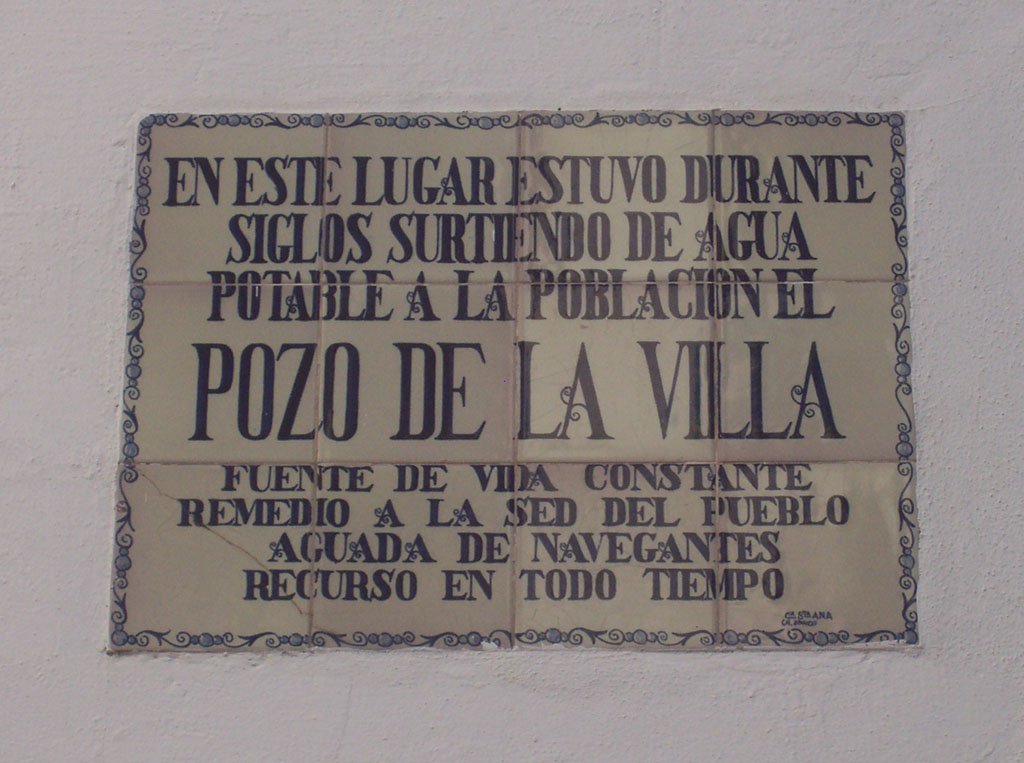
Azulejo que indica el Pozo de la Villa

- Los corrales (declarados monumento natural): es una parcela delimitada por muretes de construcción artificial que separan la superficie del mar en distintos compartimentos, cuyo uso es la pesca. La construcción se atribuye al asentamiento romano y los testimonios históricos reconocen la continuidad de su explotación hasta mediados del siglo XX. Aparte de su valor histórico y cultural, tiene gran interés ecológico al albergar una gran diversidad de especies tanto animales como vegetales. Existe un plan en marcha para su rehabilitación y reaprovechamiento.

- Faro de Rota: sobre una puerta de la muralla.

Además, aunque no sean un monumento al uso, merece ser destacada:
- La Playa de la Costilla, merecedora siempre de la bandera azul por la excelente calidad de sus arenas doradas y de un mar limpio que invita al baño, además de poseer año tras año, desde 2006, la importante distinción de la "Q" de calidad,[11] que garantiza el control de los servicios de seguridad, salvamento, ocio, vigilancia de aguas, información, limpieza, accesibilidad, así como de los chiringuitos, al mismo tiempo que tiene en cuenta las condiciones higiénicas, los niveles de calidad medioambiental de su arena y aguas, y la gestión y tratamientos de aspectos medioambientales, entre otros asuntos.

|  |  |  |  |

## Deportes
Hay dos equipos de fútbol: el CD Rota, y la U. D. Roteña.  Un club de baloncesto local: C.D. Don Bosco 88' . También cuenta con una escuela de fútbol para niños: EFI Meva.

## Flora y fauna
El pinar costero, plantado a principios del siglo XX, es el espacio natural más importante. Compuesto principalmente por pino piñonero (pinus pinea) y retama blanca (retama monosperma). Señalar el sistema de dunas tanto en estas costas como en el recinto de la Base Naval, este último, que constituye un auténtico santuario para algunas especies.
El animal que destaca dentro de la amplia fauna de aves, reptiles e insectos es el camaleón común (chamaeleo chamaeleon), que cuenta con la mayor población de España. La especie está catalogada de vulnerable, que ha vivido momentos difíciles por problemas de hábitat y contrabando, pero que se ha recuperado paulatinamente gracias a algunos programas de conservación.
Destaca también el jardín botánico José Celestino Mutis.

## Símbolos: Heráldica y Vexilología
Escudo: de azur, el castillo de oro, mazonado de sable y aclarado de gules, sobre ondas de azur y plata. Bordura de oro cargada de un rosario de sable. Al timbre, corona ducal. El castillo y las ondas representan el Castillo de Luna y el mar que baña la ciudad respectivamente. El 2 de noviembre de 1959, los miembros del Ayuntamiento acordaron añadir un rosario a este escudo para simbolizar la antigua devoción a la Virgen del Rosario Coronada, nombrada Alcaldesa Honoraria de Rota en 1951, aunque no se llevó a la práctica hasta el año de 1969-70.
Armas creadas por José Antonio Delgado Orellana. Aprobadas por el Ayuntamiento, pleno de 10 de abril de 1969, y por acuerdo del Consejo de Ministros.
Bandera: bandera rectangular, de proporciones 2 por 1, de color verde oliva, cargada en su centro con el escudo heráldico municipal. Tradicionalmente el olivo, de donde toma su color, es símbolo de paz, inmortalidad, esperanza, sabiduría, fertilidad y victoria. Fue aprobada el 6 de diciembre de 2001 por el Consejo de Gobierno de la Junta de Andalucía.

## Demografía
Rota cuenta con una población de 29 552 habitantes (INE 2024).
| Gráfica de evolución demográfica de Rota entre 1842 y 2021                                                          |
| |
| Población de derecho según los censos de población del INE Población de hecho según los censos de población del INE |

## Playas

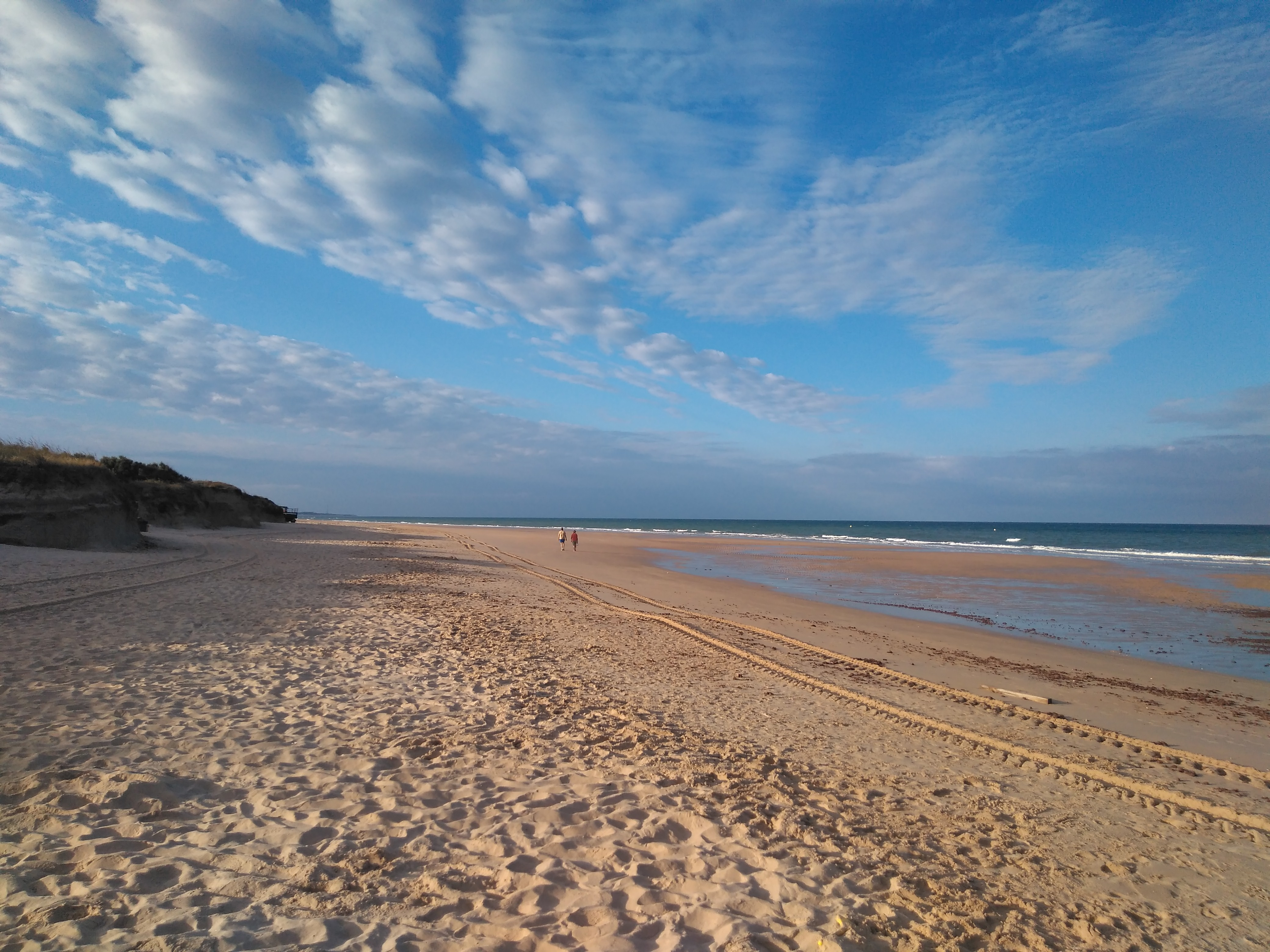
Playa de La Ballena

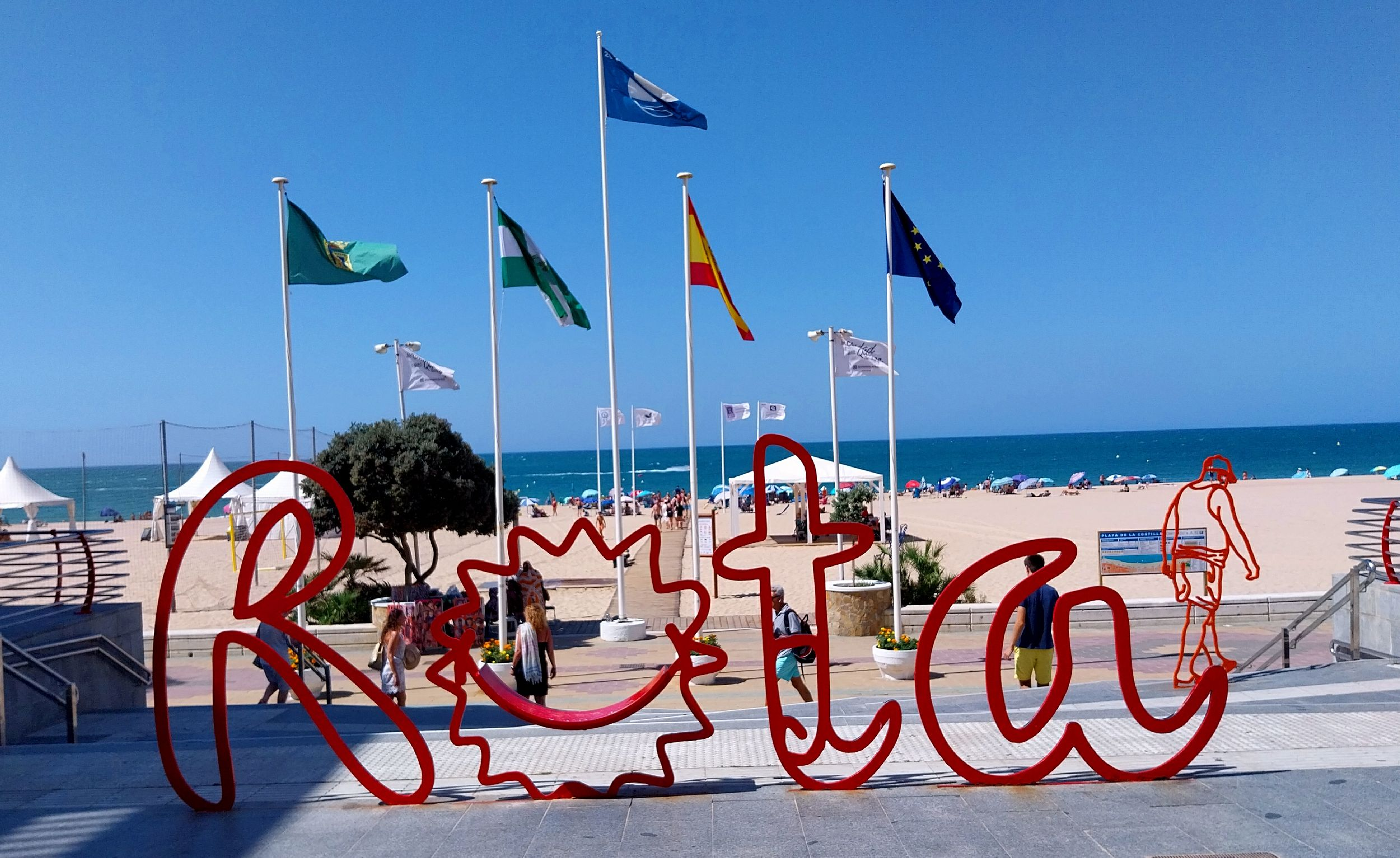
Letras turísticas en la Plaza de Jesús Nazareno, frente a la Playa de la Costilla

Con más de 15 kilómetros de litoral, el municipio de Rota cuenta con un total de seis playas:
- Playa de la Costilla: Se trata de la playa más popular de Rota, con una extensión de más de 2 kilómetros de longitud.
- Playa de la Ballena:  Situada entre el fin del término municipal de Rota y el inicio del término municipal de Chipiona cuenta con más de 4 kilómetros de largo.
- Playa de Punta Candor:  Con una longitud de 2500 metros se trata de una zona protegida y galardonada en 2014 con la "Q" de Calidad Turística.
- Playa de los Corrales En los antiguos corrales de pesca.
- Playa del Puntalillo: Con más de 1.400 metros de longitud se encuentra situada entre la playa de Piedras Gordas y La Costilla.
- Playa del Rompidillo: También conocida como El Chorrillo, cuenta con más de 1600 metros de largo y ha sido galardonada con Bandera Azul.

## Economía
Datos de 2013:
Dentro de la agricultura tradicional roteña tiene especial protagonismo la mayetería. El principal cultivo de secano es el algodón, ocupando los cultivos herbáceos un total de 4.311 hectáreas. En cuanto a cultivos leñosos, ocupan 272 hectáreas, siendo el máximo exponente la vid.
El sector servicios cuenta con un importante peso en la economía. Así nos encontramos, por orden de número, la hostelería y la construcción (incluyendo servicios de inmobiliarias y alquiler).
El turismo cuenta, ahora, como uno de los ingresos más importantes en la ciudad. En 2014 había 7 hoteles con 2 322 plazas y 7 pensiones con 137 plazas en total.
El paro registrado en 2014 era de 3 861 personas.

### Evolución de la deuda viva municipal
El concepto de deuda viva contempla sólo las deudas con cajas y bancos relativas a créditos financieros, valores de renta fija y préstamos o créditos transferidos a terceros, excluyéndose, por tanto, la deuda comercial.
| Gráfica de evolución de la deuda viva del Ayuntamiento de Rota entre 2008 y 2024                |
|                                                                                                 |
| Deuda viva del Ayuntamiento de Rota, en miles de euros, según datos del Ministerio de Hacienda. |

## Cultura
Actualmente se está trabajando en la creación de un "Museo Municipal" en las instalaciones del anterior "Museo Ruiz-Mateos"

### Gastronomía
Cocina tradicional:
- Arranque roteño[17]
- Tintilla de Rota[18]
- Urta a la roteña
- Atún encebollado
- Berza roteña[19]

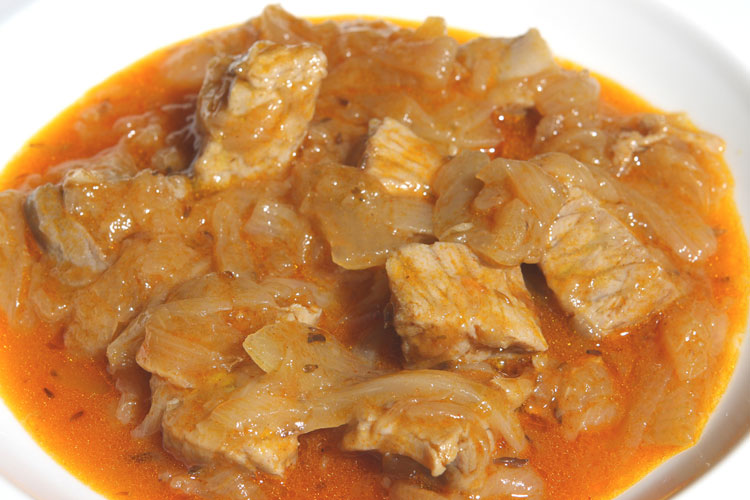
Atún encebollado

Así mismo, con la implantación de la base naval fue de las primeras localidades en tener pizzerías en la provincia.

### Fiestas
De entre todas ellas destacan:
- Carnaval, finales de febrero o principios de marzo. En ellos se celebran cabalgatas, festivales con agrupaciones locales y de la capital, y el pregón del carnaval.[21]
- Semana Santa, con procesiones todos los días, desde el Domingo de Ramos hasta el Domingo de Resurrección, con excepción del Sábado Santo en que procesionaba anteriormente la hermandad del Santo Entierro de Cristo, trasladada en la actualidad al Viernes Santo para procesionar con la Hermandad del Santo Cristo de la Veracruz. Actualmente la cofradía del Santo entierro de Cristo y Soledad de María Santísima está en trámites con el obispado para volver a procesionar el Sábado Santo.
- Feria de Primavera, finales de abril o mayo.
- Romería de San Isidro Labrador, finales de abril o mayo.
- Noche de San Juan (fallas), 24 de junio, primer día de verano (solsticio). La playa es el escenario de la noche, y las enormes fogatas son las protagonistas. En ellas se queman grandes muñecos, a menudo caricaturescos y referentes a personalidades locales, a modo de fallas. También en varios puntos del interior del pueblo se queman representaciones en maniquíes de Juan y Juana. La guinda de la noche lo pone el popular baño nocturno que se dan casi todos los habitantes del pueblo, veraneantes incluidos, en las orillas de la playa de la Costilla.
- Fiesta de la Urta, celebrada en agosto, declarada de interés turístico. Establecida como un gran certamen gastronómico, donde concursan varias casas de restauración para obtener el premio a la mejor urta a la roteña (plato que ha dado fama a la villa). El jurado está compuesto por celebridades locales.
- Fiestas patronales, alrededor del 7 de octubre, día de Nuestra Señora del Rosario Coronada, patrona de la Villa.

|  |  |  |

## Medios de transporte

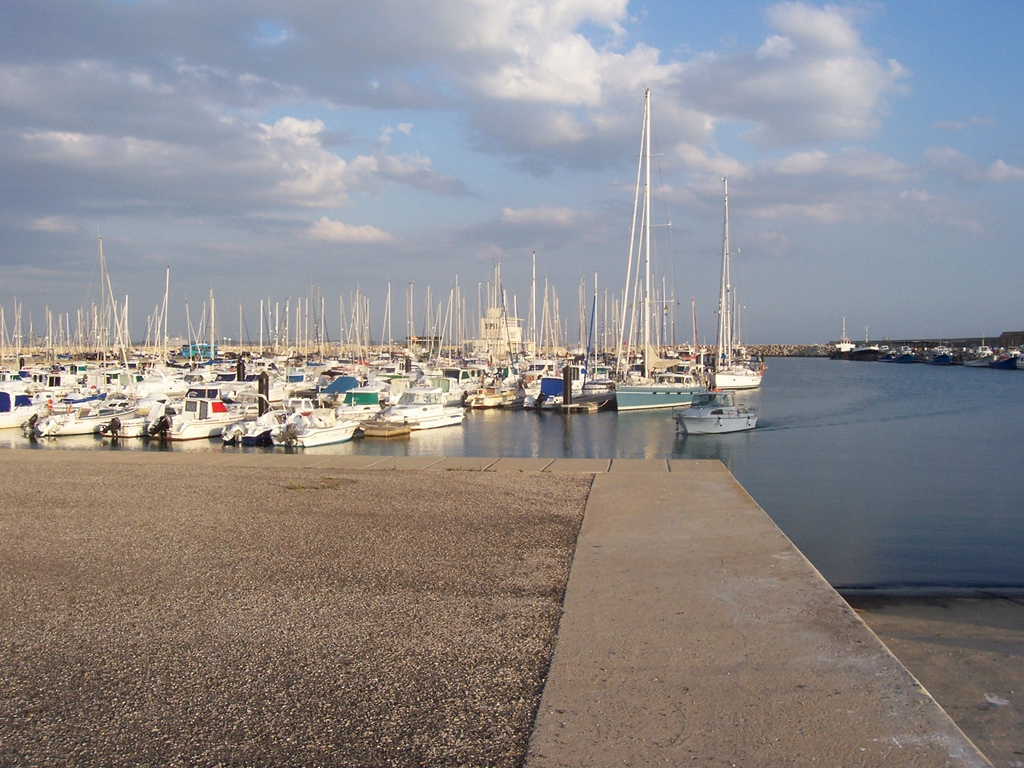
Vista del puerto de Rota.

Aunque contó con ferrocarril hasta 1985, actualmente a Rota se puede llegar en autocar, por vía marítima o en vehículo particular.
Hay cuatro enlaces diarios con Sevilla de septiembre a junio y ocho en verano. 
Además, existen autobuses frecuentes entre la villa y Jerez de la Frontera, El Puerto de Santa María, Puerto Real y Cádiz.
Un catamarán une Cádiz, El Puerto de Santa María y Rota. Con cuatro viajes en cada sentido, en días laborables, los primeros desde Rota a las ocho y cuarto de la mañana; y desde Cádiz a las nueve menos cuarto. Próximamente estará disponible una cuarta población, Puerto Real, teniendo su muelle de atraque en la barriada de Río San Pedro (donde se encuentra uno de los campus de la Universidad de Cádiz).
El Aeropuerto de Jerez y la estación de FF.CC. de Jerez está a unos 30 minutos de Rota.
Mientras que la de El Puerto de Santa María, se encuentra aproximadamente a 20 minutos desde el núcleo urbano, pudiéndose efectuar transbordo de autocar a tren con facilidad.
El Consorcio de transportes de la Bahía de Cádiz permite mediante una Tarjeta Única, el transbordo entre distintos medios de transporte, pudiéndose efectuar entre autobuses metropolitanos, urbanos y catamaranes. En breve, para 2012, con motivo del bicentenario de la Constitución de 1812, se prevé finalizar la construcción de uno de los tranvías metropolitanos de la bahía, que une Cádiz, San Fernando y Chiclana de la Frontera, teniendo este su principal parada en la plaza de Sevilla, lugar donde atraca el catamarán procedente de Cádiz. Con la tarjeta única se podrá efectuar los transbordos pertinentes.
La bahía de Cádiz contará con, previsiblemente 4 tranvías, uno que une Cádiz, San Fernando y Chiclana de la Frontera, otro que une Cádiz, Río San Pedro, Puerto Real y la estación de tren de las Aletas (Puerto Real), otro urbano en Jerez de la Frontera y otro que une Rota, Chipiona, Sanlúcar de Barrameda y Jerez de la Frontera, quedando así la bahía totalmente comunicada mediante vías de tranvía o férreas.

## Costa Ballena

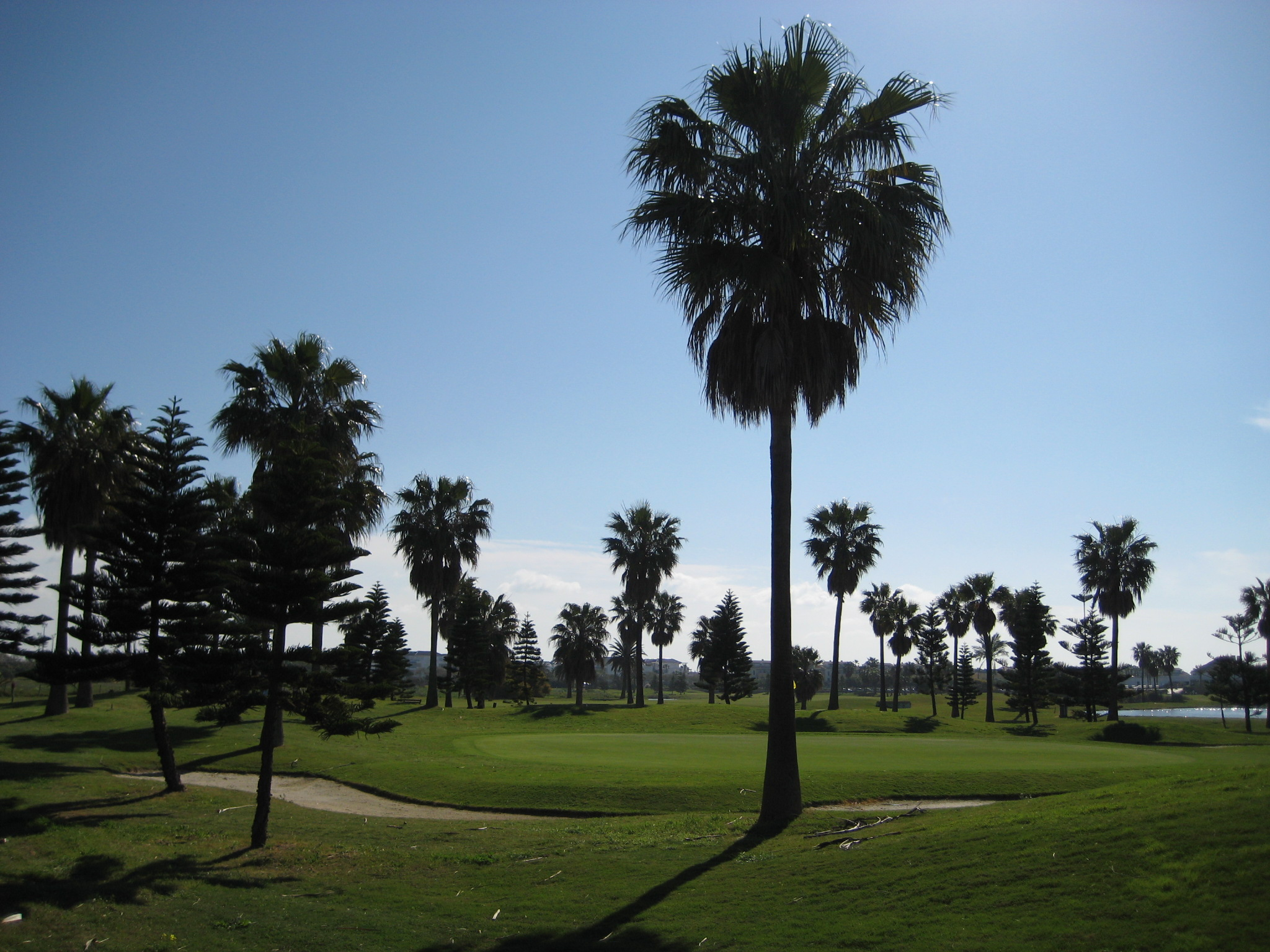
Vista del campo de golf de Costa Ballena (Rota).

Es un núcleo de población entre las localidades de Rota y Chipiona, en Andalucía, parte del cual está construido dentro de un campo de golf. Toma su nombre del lugar llamado La Ballena, junto al océano Atlántico, y fue concebido como complejo de vacaciones.
La primera fase del complejo, ya consolidada pertenece al municipio de Rota, mientras que la segunda fase, actualmente en construcción, pertenece al de Rota. Ambas fases se encuentran divididas por un parque con dos lagos y un canal que los conecta. Los terrenos eran propiedad de la Casa de Orleans-Borbón.

## Ciudades hermanadas
- Candelaria, España
- Huité, Guatemala[22]
- Ramstein-Miesenbach, Alemania